# Суперченгетата на Маями
Суперченгетата на Маями (на английски: Miami Supercops) е американски екшън комедия филм от 1985 година на режисьора Бруно Корбучи. Участват Терънс Хил и Бъд Спенсър.

## Сюжет
20 милиона долара са откраднати от Детройтска банка през далечната 1978 г. Един от бандитите е задържан, друг е открит мъртъв малко след грабежа, а третият след осем години в затвора е освободен и дирите му изчезват. Сега той на всяка цена иска да си върне неговия дял, каквото и да му струва това. Агентите на ФБР Дъг Бенет и Стив Форест, работещи под прикритие, са повикани в Маями, за да проучат случая.

## В ролите
| Изпълнител      | Роля                         |
| --------------- | ---------------------------- |
| Терънс Хил      | Дъг Бенет / агент Джей Донел |
| Бъд Спенсър     | Стив Форест / агенция Ларей  |
| Кен Сересне     | Робърт Дилман                |
| Джаки Кастелано | Ирен                         |
| Си Би Сией      | Капитан Тани                 |
| Бъфи Ди         | Панчо                        |
| Уилям Джим      | Чаро                         |
| Ричард Либърти  | Джо Гарет                    |
| Харолд Бергман  | капитан Рейснър              |
| Ронда Лундстед  | Анабел                       |